# Giorgio Casati

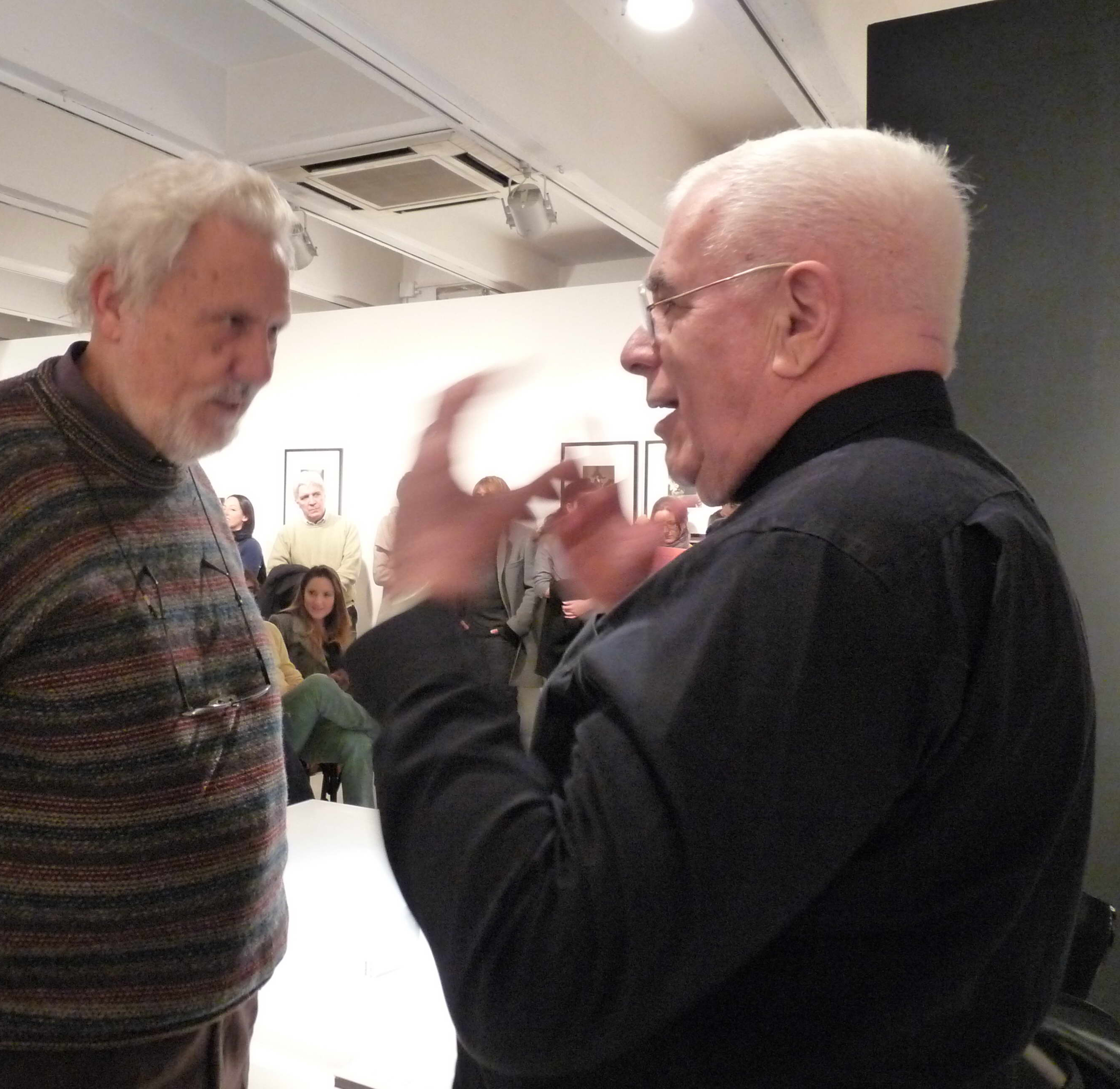
Casati con Peter Eisenman alla Libreria Galleria Carla Sozzani, Milano 2012

Giorgio Casati (Giussano, 28 agosto 1942) è un architetto e pittore italiano.

## Biografia
Le sue prime esperienze lavorative si sviluppano presso lo studio di architettura Claudio Conte e Leonardo Fiori (1963 – 1965). La collaborazione con Claudio Conte durerà fino al 1999.
Nel 1966 inizia la libera professione con gli architetti Carlo Paolo Visani e suo figlio Paolo, originari di Lugo di Romagna, durante la quale instaura molti rapporti, poi diventati duraturi, con critici ed artisti tra i quali Alik Cavaliere, Gillo Dorfles, Enzo Frateili, Ugo Mulas, Bruno Munari, Ico Parisi, Heinz Waibl e architetti e designers quali: Eugenio Gentili Tedeschi, Haruky Miyajima, Corrado Gavinelli, Roberto Guiducci, Graziella Tonon e Giancarlo Consonni, Carlo Guenzi,  Ferruccio Rezzonico, Virginia Giandelli, Giannantonio Graziani Cristina Treu, Francesco Cetti Serbelloni , Isao Hosoe, Ugo La Pietra.
Ancora dal 1973 al 1983, riprende a collaborare con Conte e Fiori, con i quali prosegue la progettazione nell’ambito scolastico, anche affiancando, come consulenti e progettisti, grandi industrie di prefabbricazione pesante e leggera; e nell’ideazione e fondazione della Cooperativa "Centro Storico" e successivamente nei suoi primi e più laboriosi interventi.
Intensa è l'attività nella sfera del Design, soprattutto negli anni Settanta, con l'iscrizione dal 1970 al 1978 all'Associazione del Disegno Industriale (ADI). Sono anni che lo portano ad organizzare mostre in diversi Paesi Europei, attività accantonata per gli impegni pressanti quale Consigliere e Amministratore di Enti Pubblici (IACP di Como 1977/’82 , Consorzio IACP Lombardo e Centro di Cultura Scientifica A.Volta).
Dal 1977 Casati approfondirà i temi dell'urbanistica sviluppando molti interventi di ricerca tra i quali quelli per INU – AIRE, INTERCONSORZIO – CER (1981/1984), per Lombardia Lavoro S.p.a. (1989/90, e per l'Unione dei Comuni della Tremezzina, CO). Numerosi sono gli interventi progettuali nell'ambito dei Piani di Attuazione, di edilizia residenziale, commerciale, scolastica e sociale. Alcune Università Lombarde hanno raccolto – in questo ultimo decennio - le sue esperienze attraverso incontri e seminari: Bocconi (MI), Politecnico di Milano (MI). Domus Academy (MI), Università di Pavia, Facoltà di Ingegneria (PV) ed esaminato i suoi lavori più significativi.

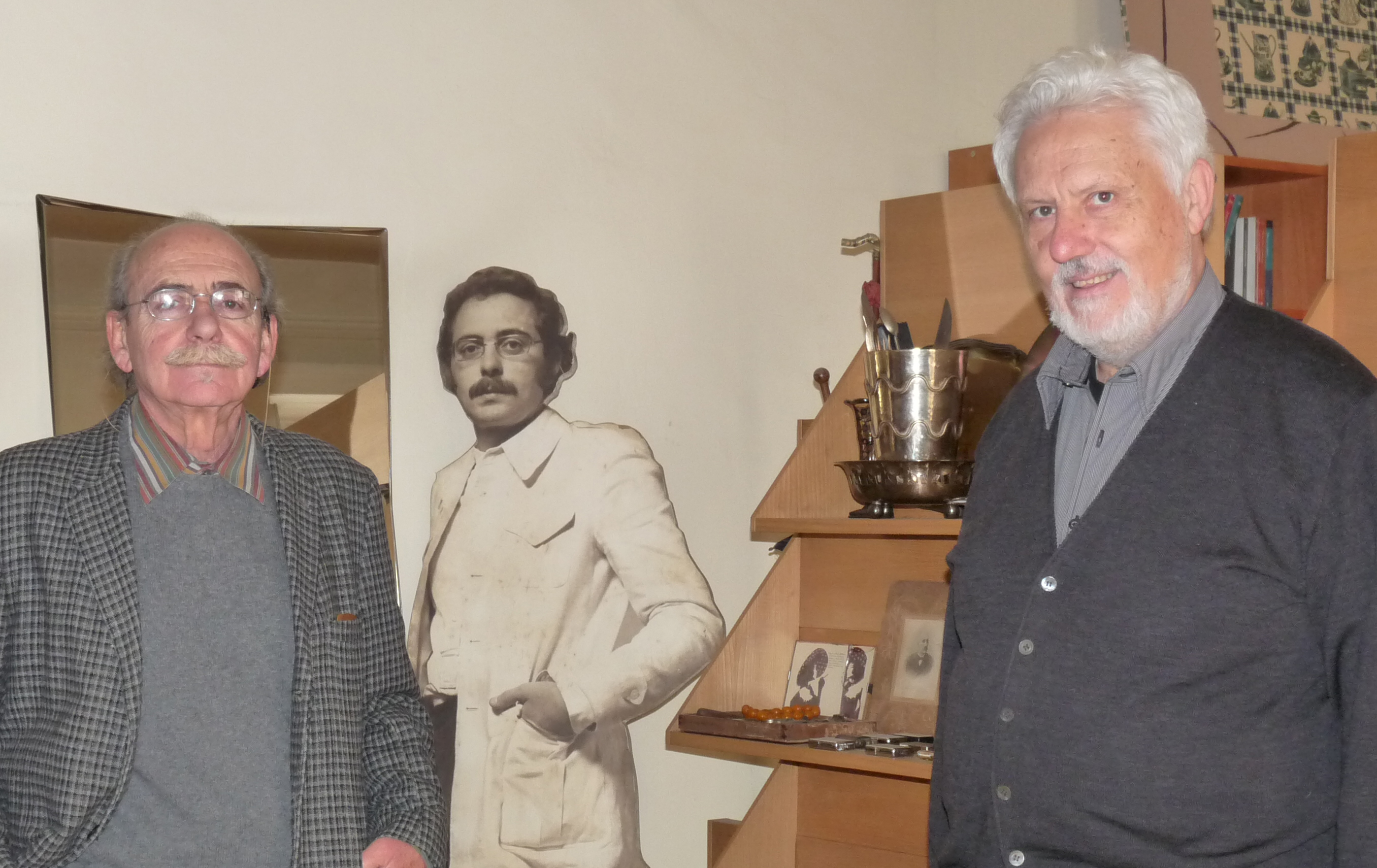
Con Ugo La Pietra nel suo studio a Milano, 2011

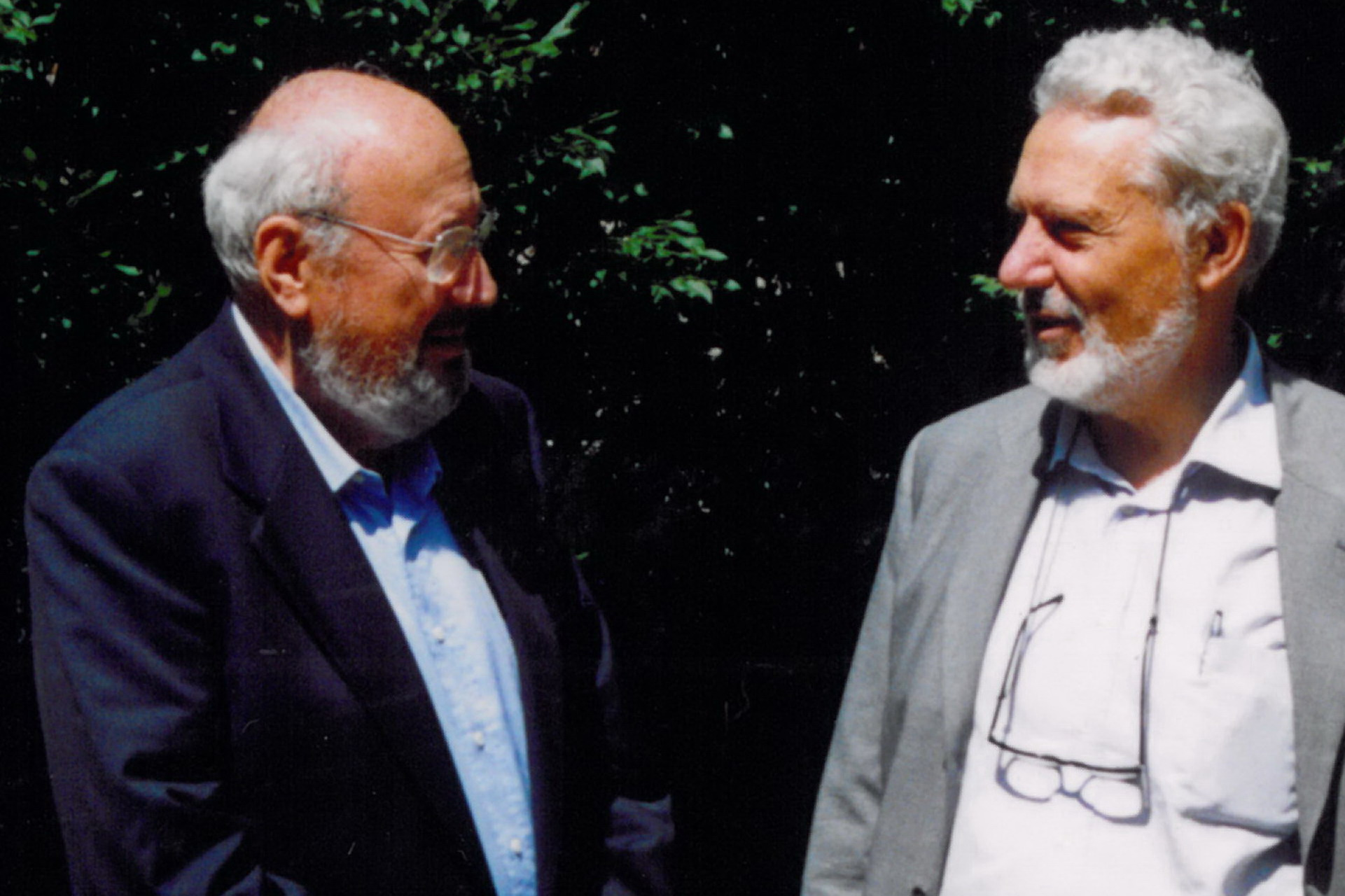
Heinz Waibl e Giorgio Casati nel cortile di via Giusti 3-5, Milano, 2009

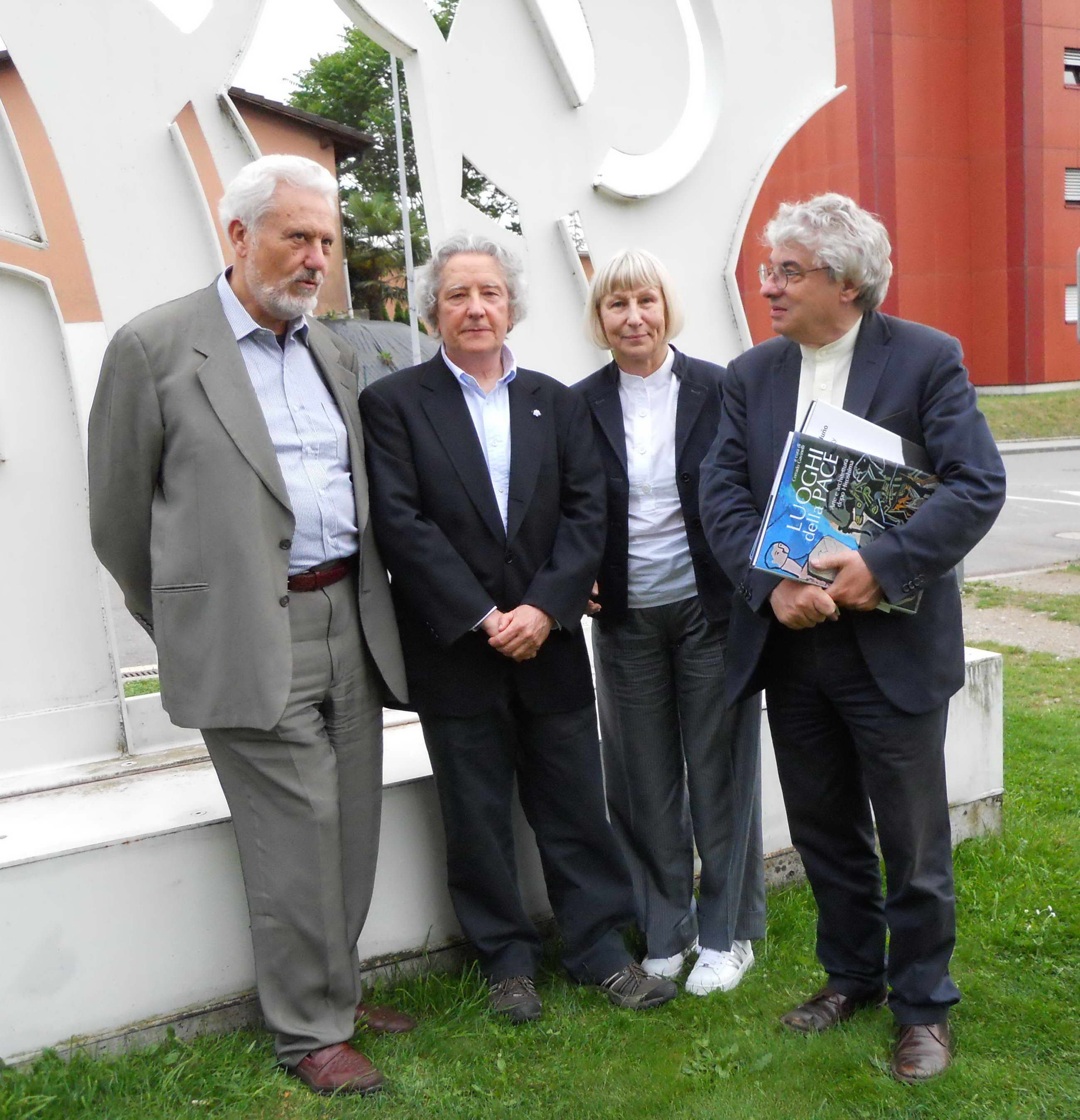
Giorgio Casati con Corrado Gavinelli, Mirella Loik e Mario Botta, a Mendrisio, Svizzera, 2011

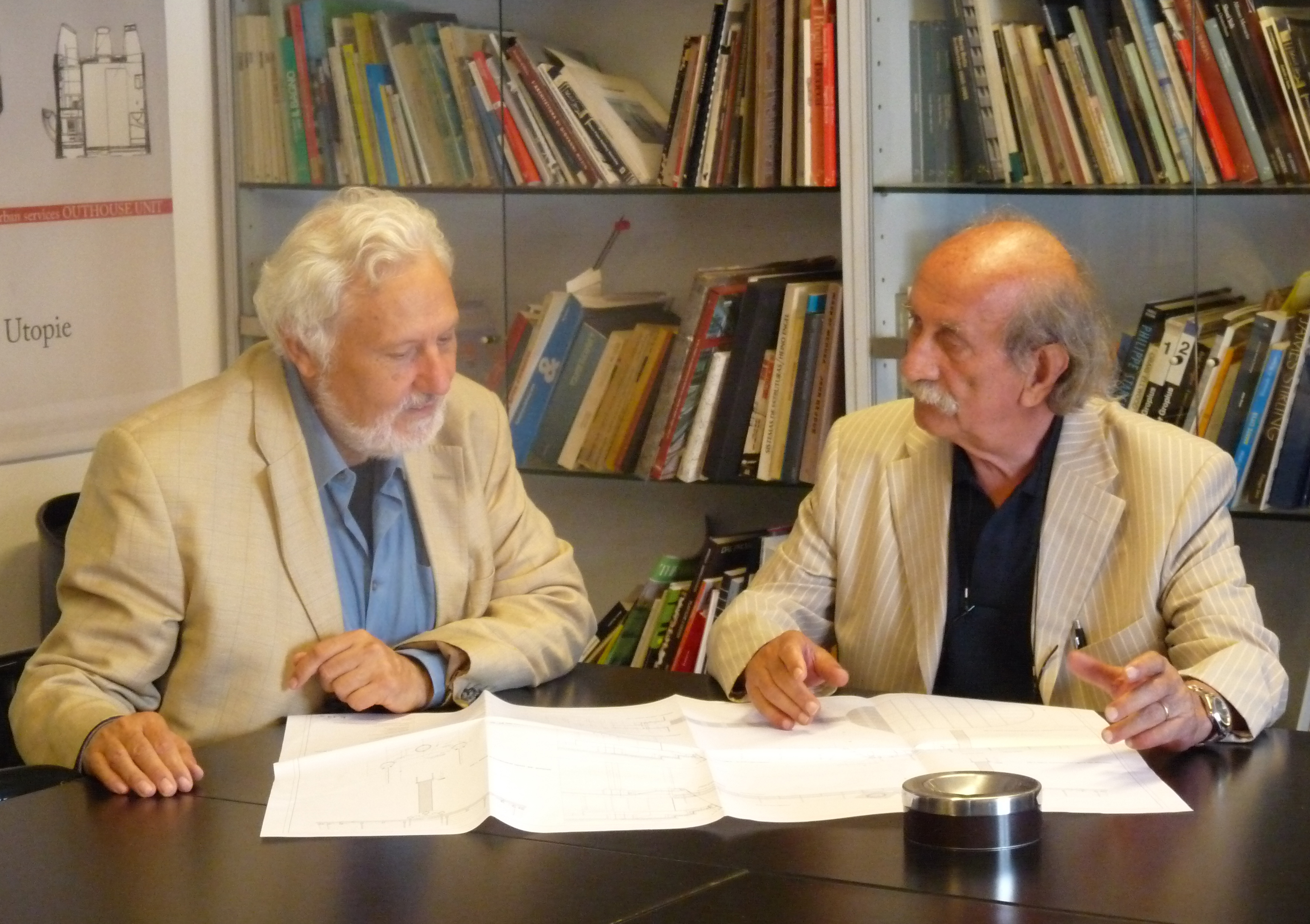
Con Angelo Cortesi nello studio a Milano, 2011

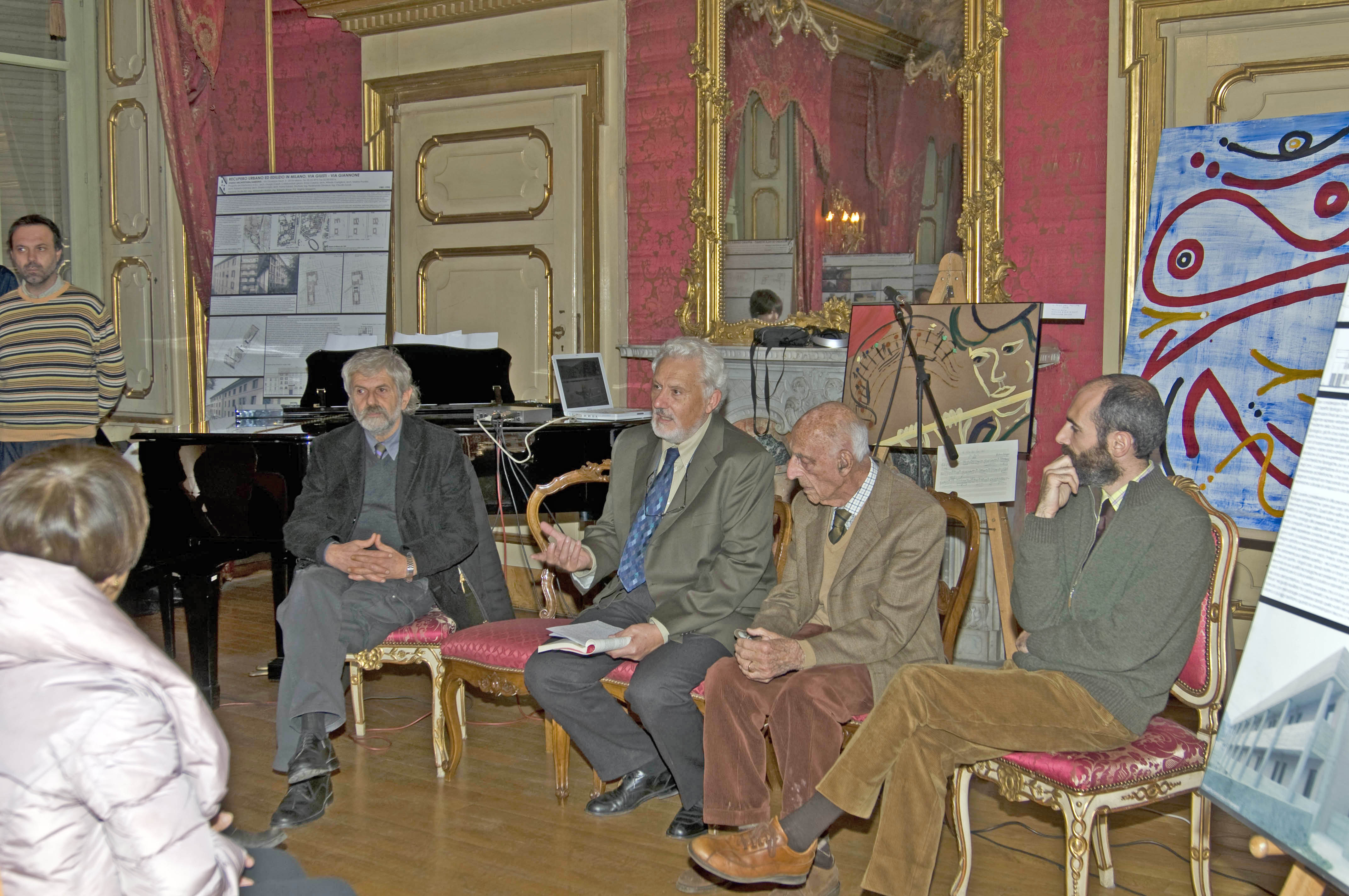
Da destra: Andrea Membretti, Gillo Dorfles, Giorgio Casati, Cesare Giardini, Antonio Bologna; di spalle, Adriana Cavalieri, Fondazione Roncalli, Vigevano, 2008

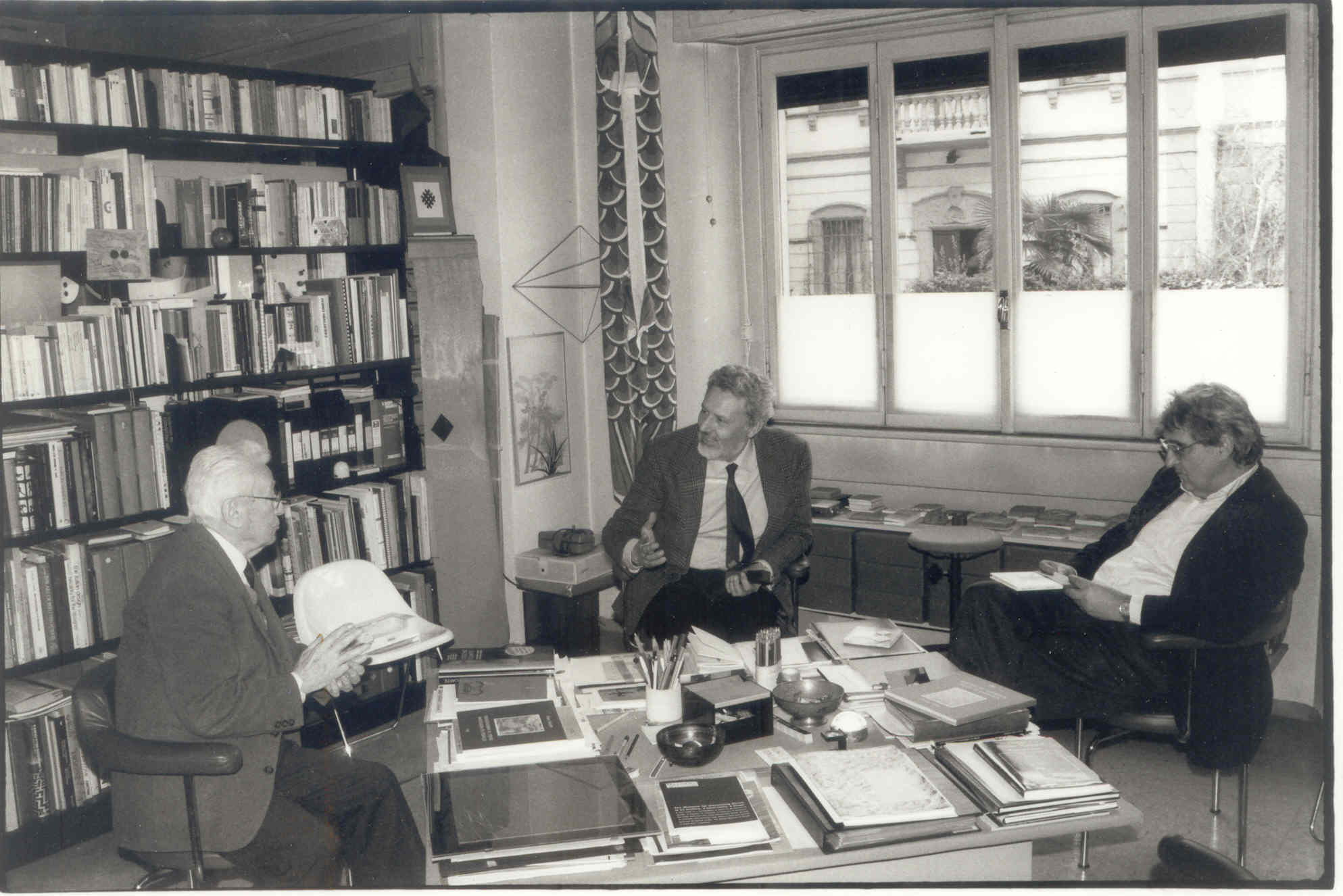
Bruno Munari, Giorgio Casati, Pietro Pedeferri (da sinistra), 1995

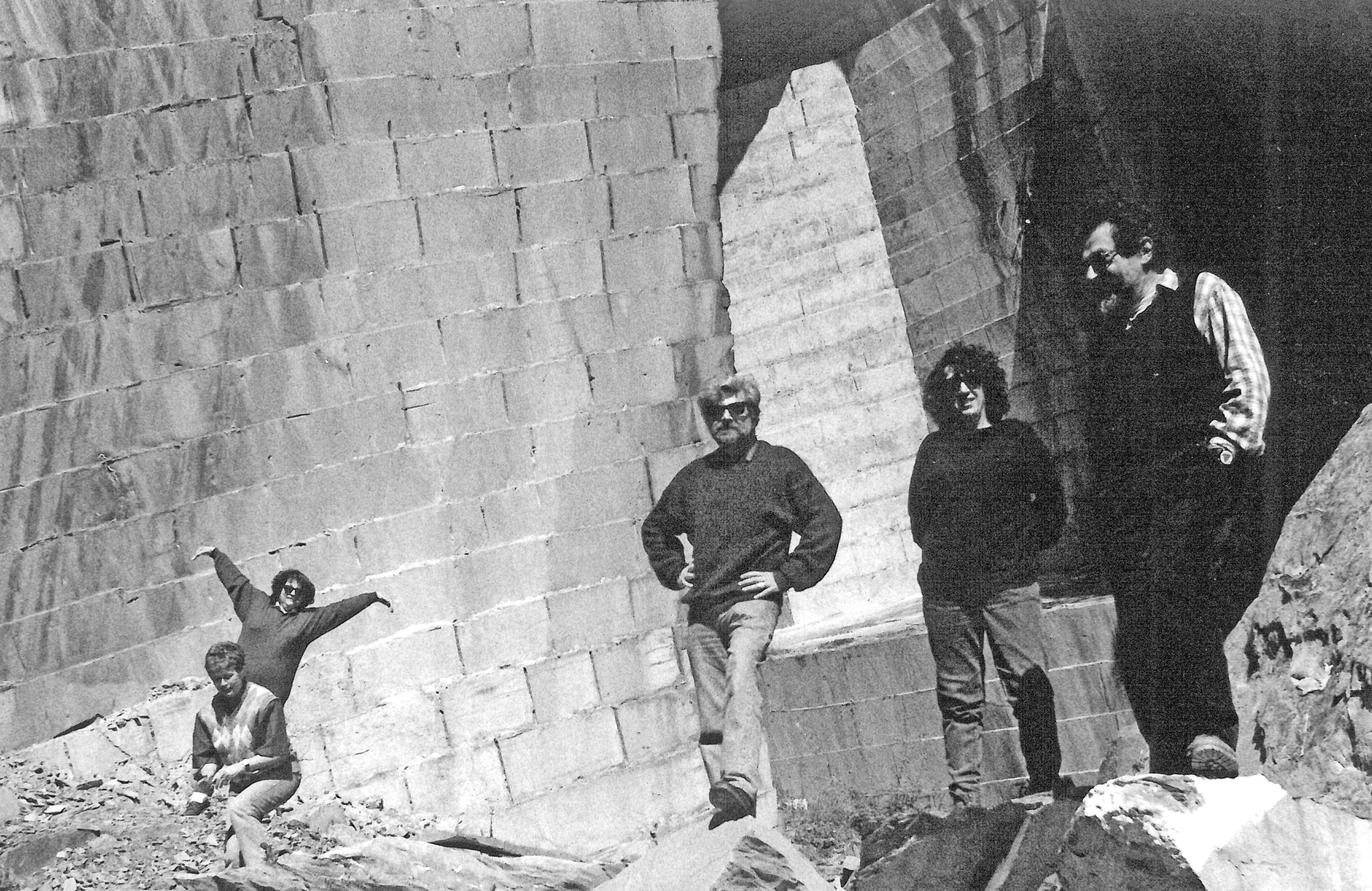
Da destra: Pierluigi Gagliardi, Luisanna Dalù, Cesare Giardini, Virgilia Giandelli, Pia Beretta, 1997

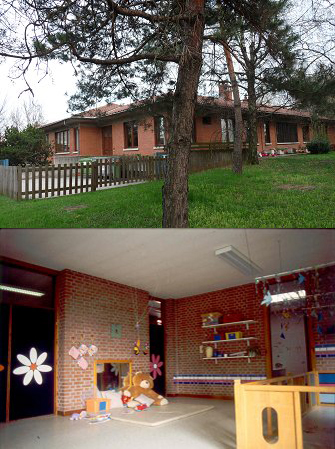
Asilo nido di Giussano (MB), 1973-74. Particolare degli interni e vista esterna del prospetto nord-ovest.

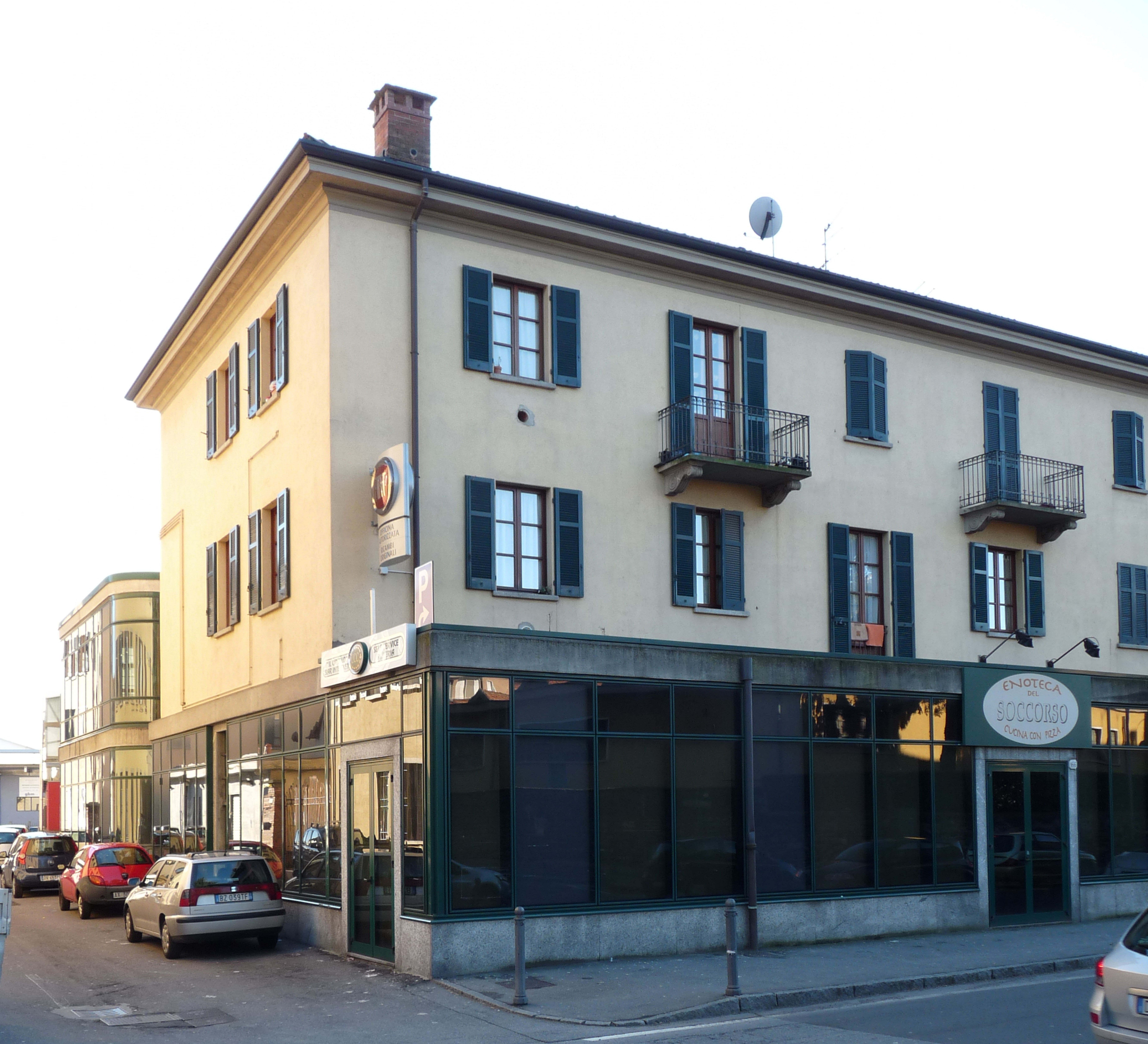
Intervento "La Madonnina", Comune di Como, 1986-1997. Prospetto nord

## Progetti

### Lavori di pianificazione e sistemazione ambientale-paesaggistica
- 2012-in itinere Piano di Zona Commerciale e Artigianale in Novate M. (MI).
- 2005-2007 Distretto culturale: «Le Città del Canturino – I luoghi della cultura materiale e spirituale».
- 2004-2008 Salvaguardia del paesaggio e della sicurezza: strada provinciale Capri-Anacapri.
- 2002-2004 PISL «Tremezzina» per il territorio dei Comuni di Tremezzo, Lenno, Griante, Colonno, Ossuccio e Mezzegra.
- 1991-1995 Ripristino ambientale e metaprogetto dei laghetti e della Cascina Mordina, Mariano Comense (CO).
- 1982-1987 Programma di sviluppo turistico della comunità montana Lario/Intelvese (CO).
- 1976-1977 Proposta popolare del Parco consortile di Montevecchia (CO).

### Lavori di urbanistica
- 2007-2008 Programma integrato di intervento «Podere Grande di Colturano», Comune di Colturano (MI).
- 2006-2008 PII «Piazzetta delle Arti», Comune di Veniano (CO).
- 1996-1998 Piano esecutivo convenzionato: SUE-AST Santhià (VC).
- 1995-1996 Piano di attuazione «Canale Villoresi», Buscate (MI).
- 1992 Recupero ambientale del complesso di Villa Violet Snc, Lanzo d'Intelvi (CO).
- 1991 Mededil Napoli: progetto di intervento nel Centro Direzionale di Napoli – lotto IE.6
- 1988-1990 Piano particolareggiato del «polo di Interscambio Comprensoriale (PIC)», ex Cotonificio e parco Somaini, Lomazzo (CO).
- 1985-1988 Piani di recupero di cinque cascine e piano di recupero del centro storico di Nobile, Comune di Monguzzo (CO).
- 1981-1982 Piano di recupero via Giusti/Giannone, Milano.
- 1968 Piano della viabilità, Arosio (CO).
- 1966 Programma di fabbricazione (1° versione), Arosio (CO) (Casati, Visani).

### Metaprogetti e progetti
- 2010 Museo Interattivo «MAC» dedicato al periodo storico 1948-1958, Milano.
- 2005-2007 Distretto Culturale: "La Città del Canturino - I luoghi della cultura materiale e spirituale", (CO).
- 2004-2006 N° 6 Metaprogetti per la Tramezzina (CO), tra i quali metaprogetto di piscina e metaprogetto "Piazzetta galleggiante".
- 1998-2009 Restauro conservativo di palazzina Art Déco e nuovi interventi, via Trieste, Arosio (CO).
- 1998-2002 Progetto di un lotto: centro servizi e bar, Sarteano (Siena), per la società Bagno Santo (coord. Haruki Miyajima).
- 1994-2000 Restauro di Villa Rosnati, Appiano Gentile (CO).
- 1993-1996 Recupero ambientale e restauro del monastero femminile benedettino, Lambrugo (CO) (parte privata).
- 1992-2001 Ex Hotel Villa Violet, Lanzo d'Intelvi (CO), con destinazione di Residenza sociosanitaria per anziani.
- 1990-1997 Recupero della cascina San Biagio con destinazione a Centro culturale/Biblioteca, nuova Sede municipale e residenza, Monguzzo (CO).
- 1990-1993 Recupero dello stabile in via Bordighera n. 2, Milano, per la CTFR srl di Dario Fo e Franca Rame (MI), (con M. Baldoni).
- 1988-1989 Due ville per L. Arnoldi, Erba (CO).Via Giusti - Via Giannone, recupero urbano ed edilizio, Comune di Milano (1981-'92)Complesso edilizio in Arosio (CO), di Via Trieste N. 2- 4- 4/a

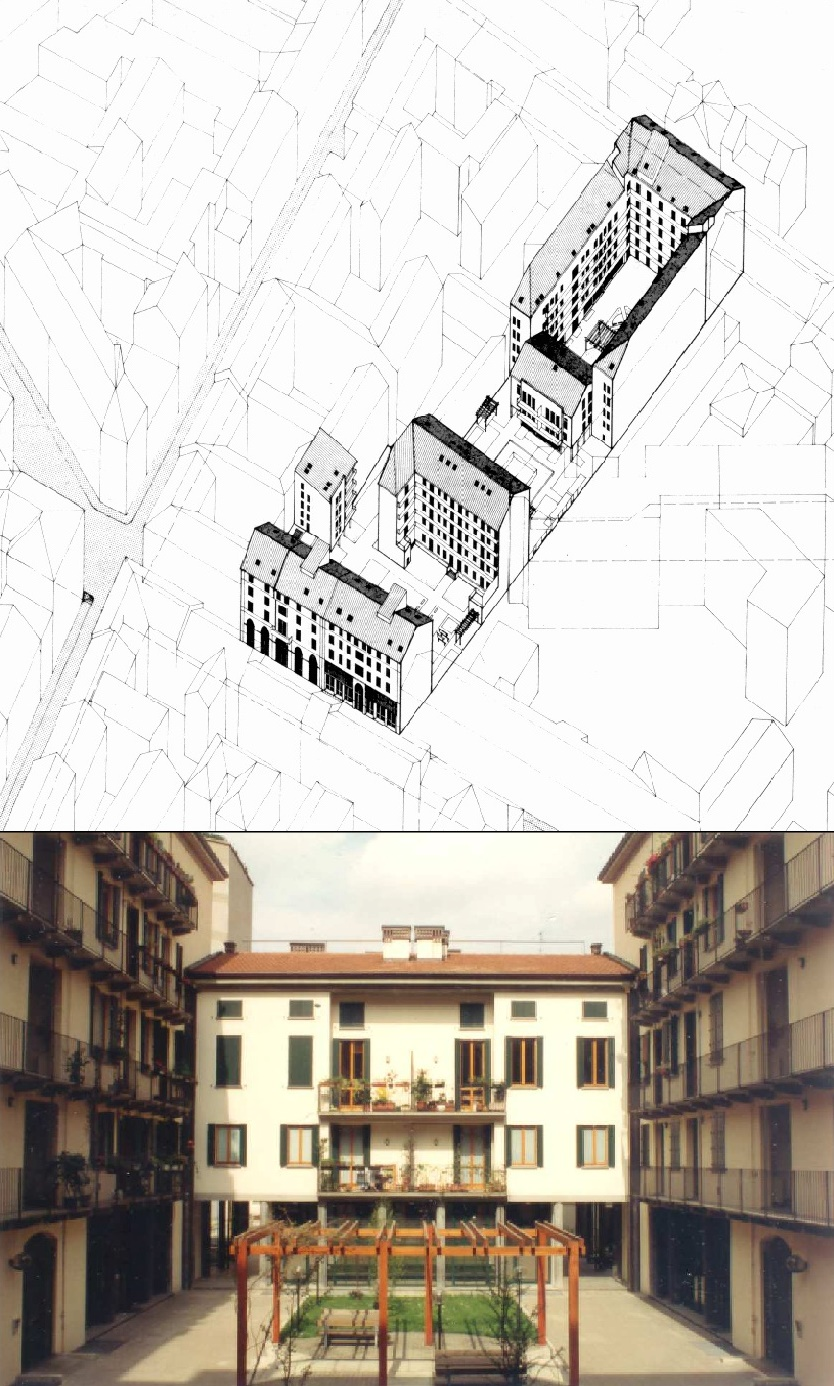
Via Giusti - Via Giannone, recupero urbano ed edilizio, Comune di Milano (1981-'92)

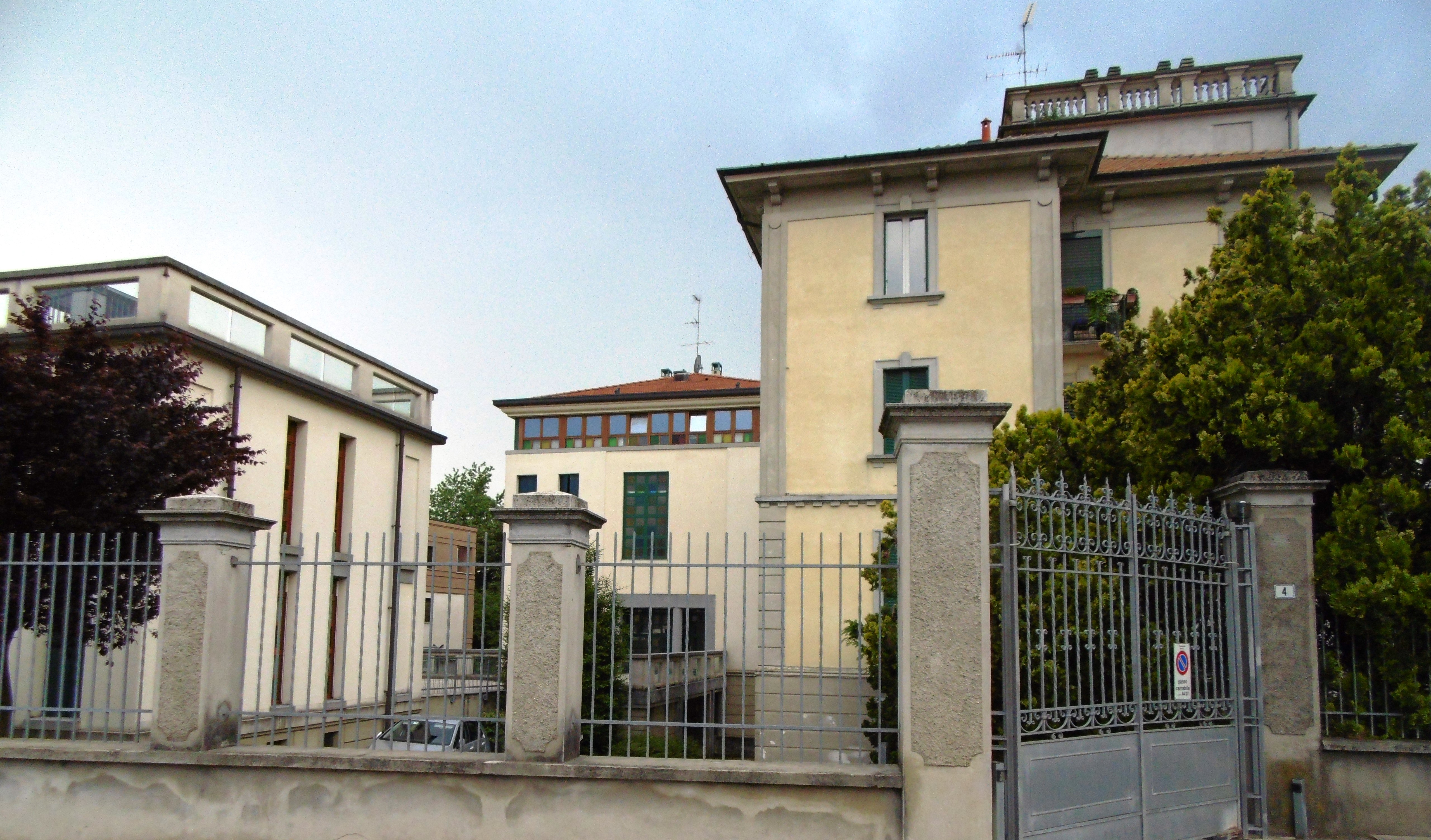
Complesso edilizio in Arosio (CO), di Via Trieste N. 2- 4- 4/a

- 1986-1997 Recupero del complesso denominato «La Madonnina», «ex Forno» e «Valle», Como-Albate.
- 1985-1989 Restauro del complesso barocco denominato «Villa A. Volta», Olgiate Comasco (CO).
- 1985-1986 Sistemi di edilizia residenziale pubblica: concorso di progettazione, Regione Emilia Romagna (coordinatore Schiaffonati).
- 1984-1988 Centro sportivo polivalente, Tremezzo (CO).
- 1982-1990 Complesso e parco di Villa Bellingardi (CO) con intervento integrativo destinato a Centro socioculturale e, in variante, destinato a foresteria del «Centro di Cultura Scientifica A. Volta».
- 1981-1992 Recupero di complesso edilizio residenziale con negozi, ristorante, autosilo in via Giusti nn. 3-5 e via Giannone n. 6, Milano.
- 1981-1983 Recupero di complesso edilizio residenziale «Corte Grande» e «Corte del Maver», Sirone (LC).
- 1981-1982 Palazzine e villette. Prefabbricazione tridimensionale «Zanussi-Farsura», Paderno d'Adda (LC) (con C. P. Visani).
- 1979-1984 Recupero di stabili residenziali con negozi in Corso Garibaldi n. 34, Milano.
- 1976-1983 Complesso residenziale in P.d.Z., via Oberdan, Arosio (CO) (con C. P. Visani).
- 1976-1978 Villa Catturini, Inverigo (CO) (con A. Meroni).
- 1974-1976 Palazzina residenziale in via Calizzano n. 19, Milano (con C. P. Visani).
- 1973-1974 Ex mulino trasformato ad uso residenziale, Besate (MI) (con M. G. Folli).
- 1971-1972 Cappella Meroni, Arosio (CO).

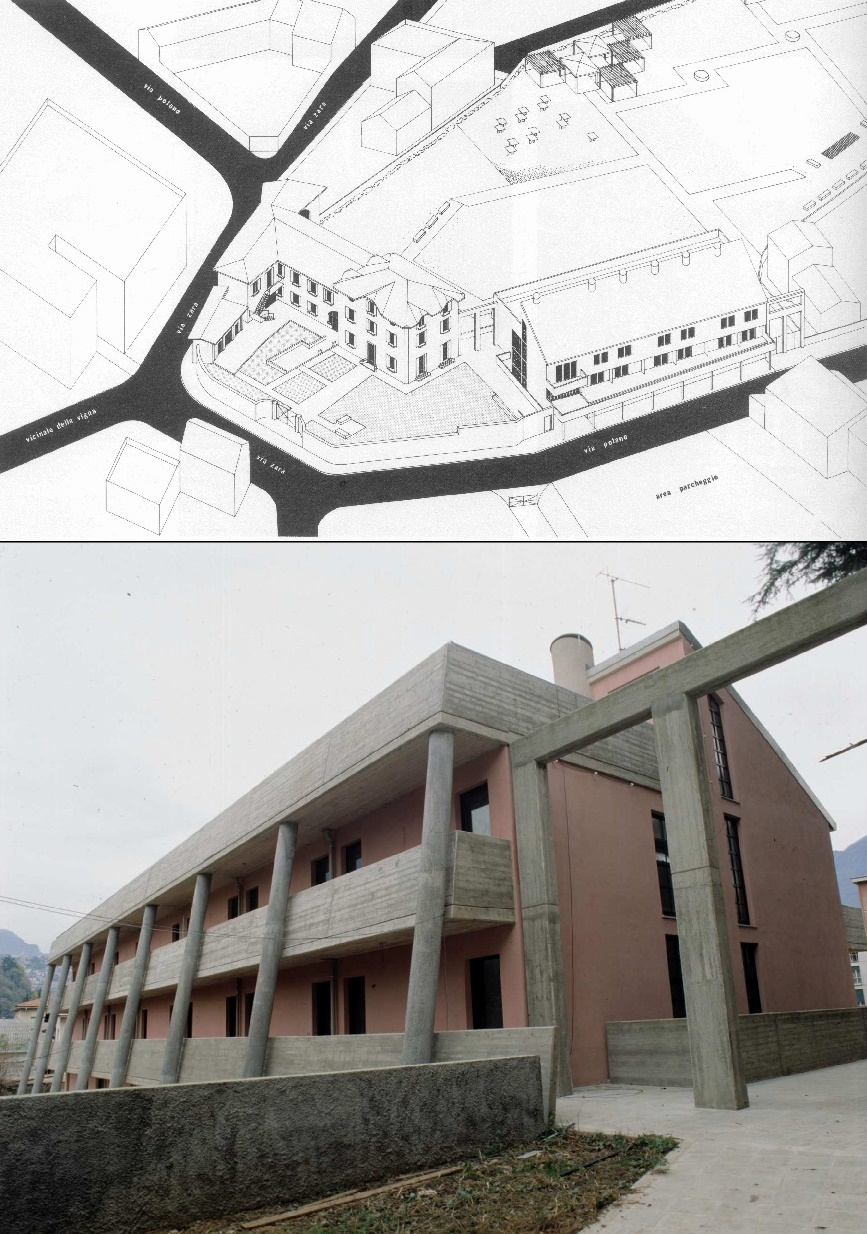
Villa Bellingardi, restauro e nuovo intervento, Comune di Como (1982-'90)

- Villa Bellingardi, restauro e nuovo intervento, Comune di Como (1982-'90)1969-1971 Edifici in via Boccaccio n. 19, Milano (con C. P. Visani).
- 1967-1968 Progetto di un Centro espositivo con residenze in via A. Grandi n. 96, Cabiate (CO).

### Scuole e asili nido
- 1980-1983 Scuola materna, Inverigo (CO) (con Visani, Fiori e Conte).
- 1978 Progetto di scuola media consortile per i Comuni di San Fermo della Battaglia e di Cavallasca (CO) (con P. Visani).
- 1976 Progetto di asili nido: Asti (zona Fortino), Tortona (AL), Gaglianico (VC) (con Visani, Conte e Fiori).
- 1976 Progetto di asili nido: Chivasso (TO) e Mongrando (VC) (con Visani, Conte e Fiori).
- 1975 Scuola materna di tre sezioni, Sedriano (MI) (con Visani, Conte e Fiori).
- 1973-1975 Asilo nido, Giussano (MI) (con Visani, Conte e Fiori).
- 1973-1975 Asilo nido, Sedriano (MI) (con Visani, Conte e Fiori).
- 1972 Progetto di scuola materna di otto sezioni in via N. Sauro, Arosio (CO) (con P. Visani).
- 1969 Progettazione e Ristrutturazione e ampliamento Scuola materna in via D. Bosco ad Arosio (CO).

### Industrial design

Villa Rosnati, Appiano Gentile (Como), 1994-2005.

- 1990-1991 Arredo Urbano: progetto «Cittade®», promosso da Lombardia Lavoro spa, Milano.
- 1970-1971 Progetti per la ditta «CONS di G. Casati» di oggetti complementari per l'arredamento.
- 1970 Maniglie modello «Scuola», Olivari, Borgomanero (NO).
- 1968-1970 Specchi in ABS, serie di oggetti complementari per l'arredamento in vetroresina, poliuretano espanso rigido e in legno curvato, CONS, Mariano Comense (CO).
- 1968-1969 Mobili in ABS e vetroresina, Cattaneo Furniture, Arosio (CO).
- 1967-1968 Mobili per bagno, Giussani Santino Snc, Carate Brianza (MI).
- 1966-1969 Mobili in legno, Figli di E. & C. Pozzi (oggi Pozzi Cesare e Eugenio Snc), Mariano Comense (CO).--
- 1966 Mobili da cucina, Galli, Bosisio (MI).
- 1966 Premio di Design nel Concorso alla XVIII Fiera di Trieste «Sedia per collettività con struttura in legno» (con P. Visani).
- 1965-1970 Mobili in giunco, Lurago d'Erba (CO).
- 1965-1969 Sedie, poltrone e divani, Ellegi di Longhi e Galimberti, Cabiate (CO).Metaprogetto di piscina a Tremezzo (CO), 2004-06. Studi planivolumetrici di piante, coperture e prospetti.

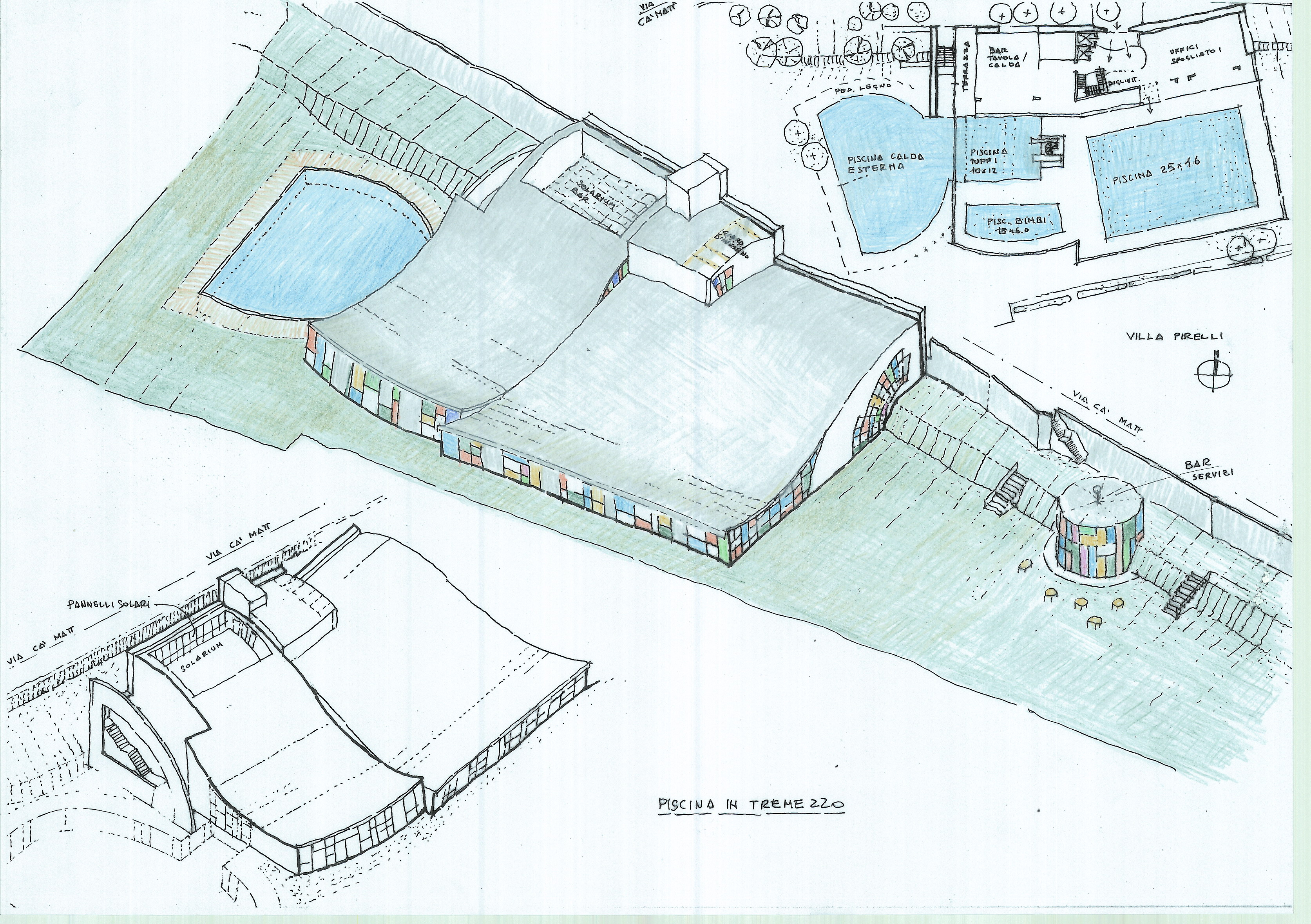
Metaprogetto di piscina a Tremezzo (CO), 2004-06. Studi planivolumetrici di piante, coperture e prospetti.

- 1964/1966 Consulenza per lo studio C. Conte - L. Fiori, per la "prefabbricati Pasotti", Rezzato (Bs): Casa P.65; Chiesa; Scuole tipo (con C. Conte e L. Fiori).
- 1960-1961 Macchine strumentali curvatubi per la ditta Crippa Agostino, Arosio (CO); progettazione e riprogettazione dei modelli Boxer, Mediolanum, Robur, Tigerino.

### Altri lavori

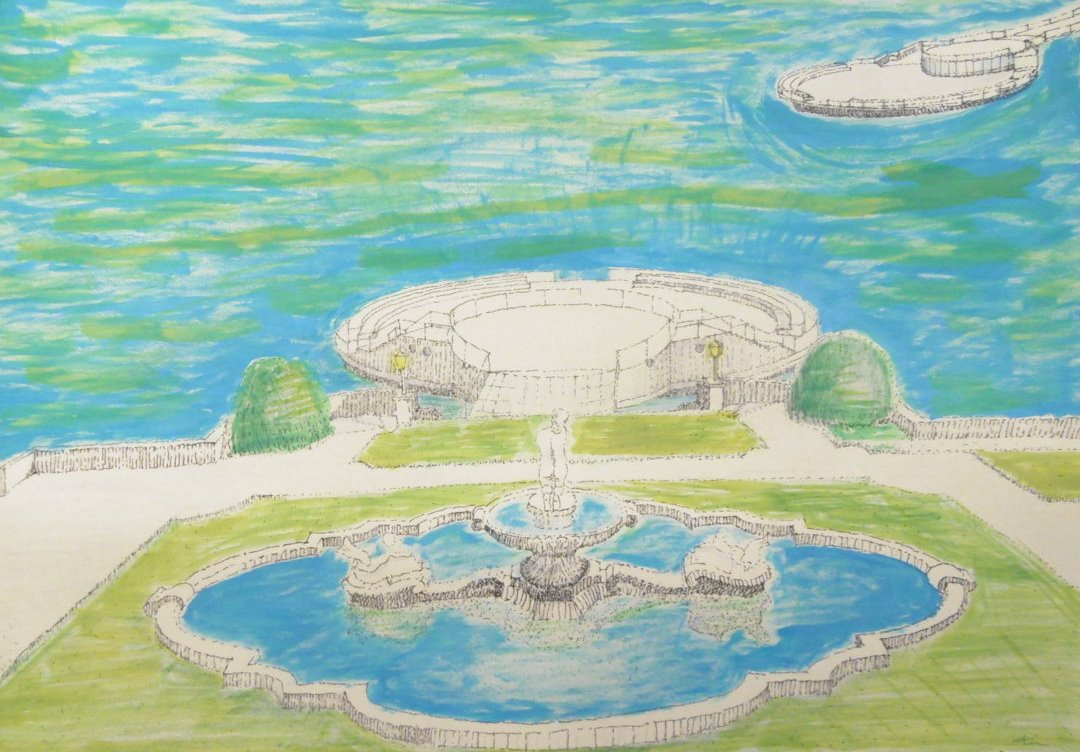
Metaprogetti per la Tremezzina, piazzetta galleggiante, (2004-'06)

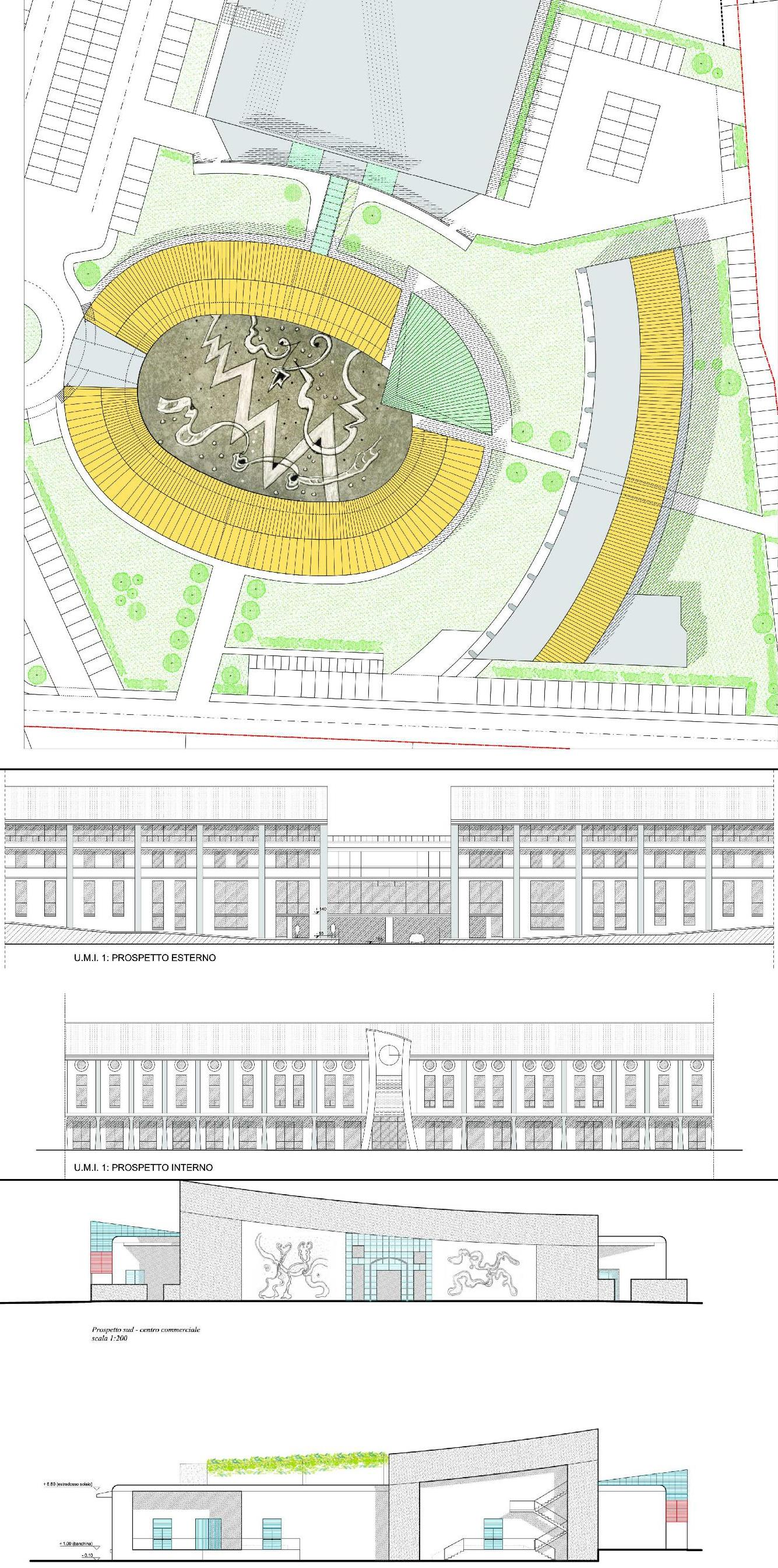
"Piazzetta delle arti", programma integrato di intervento, Comune di Veniano (CO), (ottobre 2006 - marzo 2008)

- 2016 Lezioni di design presso l'Accademia "Aldo Galli" (CO).
- 2011 Membro del "Comitato Consultivo misto dell'osservatorio del Mercato Immobiliare" - Agenzia del territorio.
- 2011 Consulenza Artistica per la Soc. "Tessile Officina" - Giussano (MI).
- 2011 Consulenza Artistica per "Peck Spa" - Milano

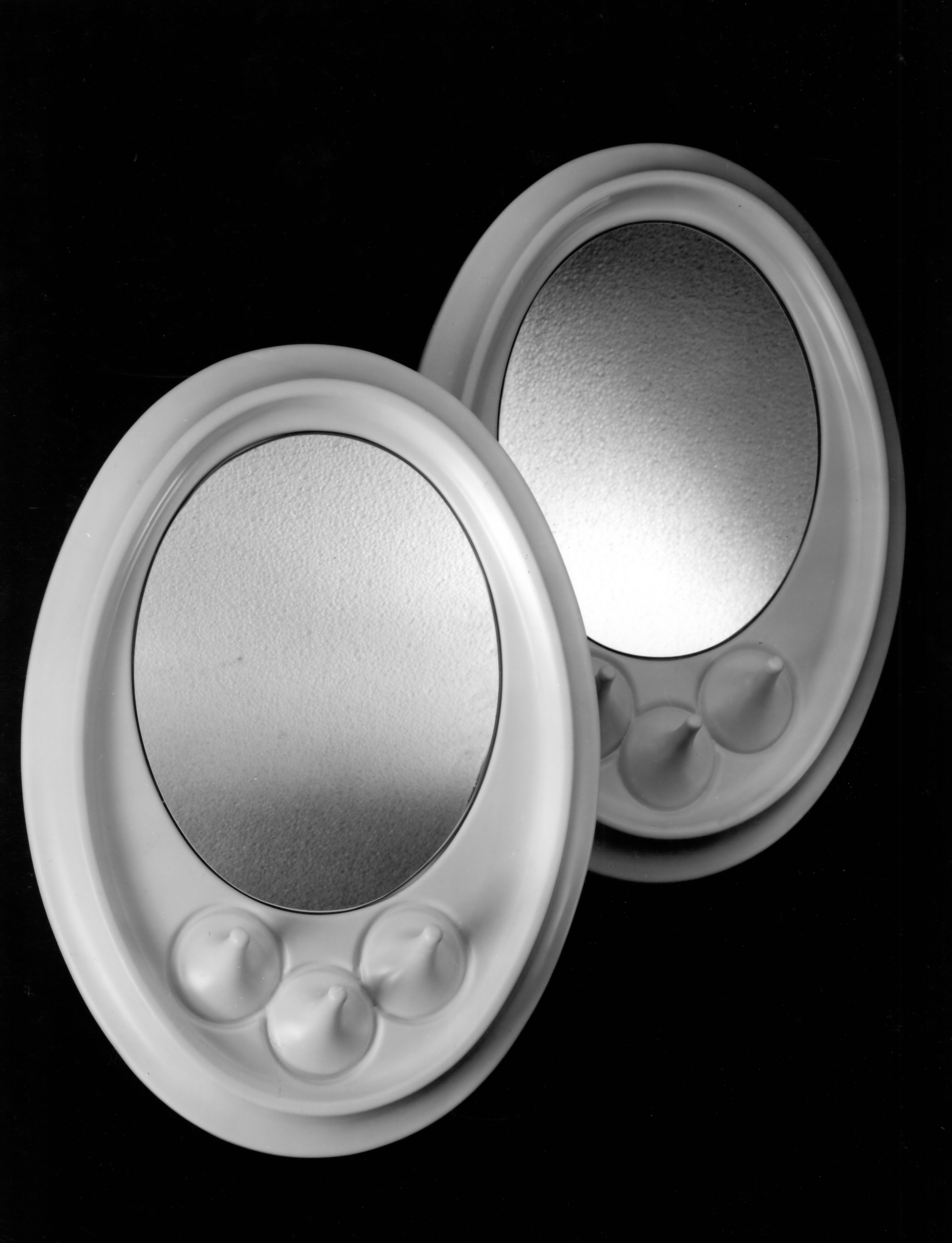
Specchi appendiabiti modello 'Chio' in ABS stampato sottovuoto 1968. Prodotto da Cattaneo Forniture, Arosio (CO)

- Specchi appendiabiti modello 'Chio' in ABS stampato sottovuoto 1968. Prodotto da Cattaneo Forniture, Arosio  (CO)1993-1995 Membro della "Commissione" per l'istituzione di un diploma universitario (Laurea breve) nella sfera dell'Arredo.
- 1992 promotore del convegno «Abitare l'Utopia», Lanzo d'Intelvi (CO).
- 1990 Coordinatore della ricerca di arredo urbano titolata "Progetto Cittade".
- 1989-1990 Ideatore e organizzatore del Convegno internazionale «Scuola e scuole di design» e della «Rassegna della produzione internazionale» tenutosi a Villa Olmo, Como (con C. Gavinelli).
- 1989-1990 Componente della «Commissione Ristretta» del Gruppo di lavoro per istituire il Polo universitario a Como.
- 1987-1990 Consulente per la sistemazione del verde del Centro Direzionale di Napoli (Mededil). Incaricato dalla Ditta Peverelli Snc, Fino Mornasco (CO).
- 1986-1990 Membro del Consiglio direttivo del centro di Cultura Scientifica «A. Volta», Como.

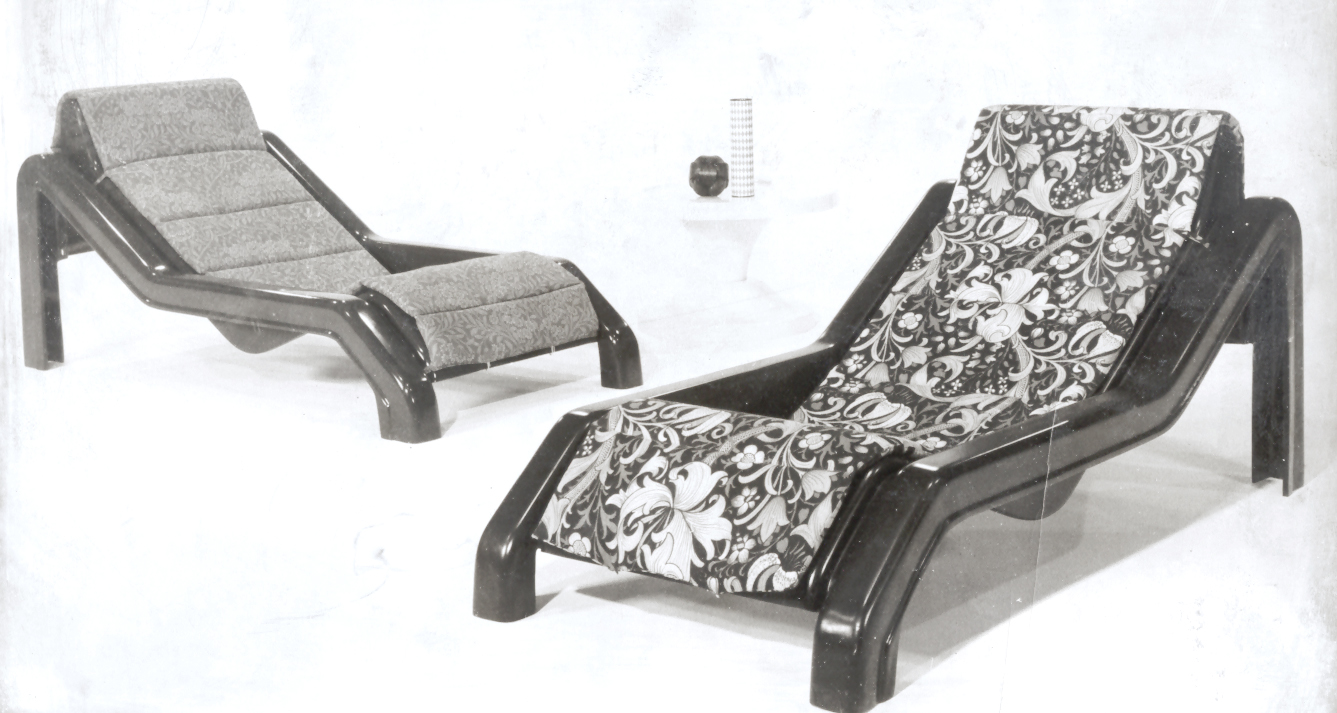
Chaise longue modello 'Nausicaa' 1968. Prodotto da Cattaneo Forniture, Arosio (CO)

- Chaise longue modello 'Nausicaa' 1968. Prodotto da Cattaneo Forniture, Arosio (CO)1983-1984 Coordinatore della ricerca affidata dall'INU all'AIRE relativa a «confronto tra progetti planivolumetrici e metodi adottati nell'edilizia residenziale pubblica in Lombardia».
- 1981-1982 Coordinatore del gruppo costituito dal CER/INTERCONSORZI per la ricerca sul tema «Sistemi edilizi: studio di modelli innovativi (contratti/capitolati) nel rapporto tra committenza e produzione edilizia».
- 1981 Promotore del seminario su «Attualità e problemi della progettazione della casa: analisi e proposte per l'edilizia sovvenzionata» (IACP-ANIACAP).
- 1980-1986 Promotore, fondatore e segretario dell'Associazione «ARTEK Studi coordinati di progettazione», Milano.
- 1977-1985 Consigliere del CRIAP - Consorzio tra gli Istituti Autonomi delle case popolari della Lombardia.
- 1977-1982 Presidente dell'Istituto autonomo per le case popolari (IACP) della Provincia di Como.
- 1977-1978 Componente della C.T. nominata dalla Regione Lombardia nell'ambito dei programmi sperimentali di edilizia sovvenzionata previsti dalla Legge n. 513/77.
- 1975-1976 Consulente della sezione architettonica, per l'edilizia scolastica e il design, della società LARCO SYSTEM di Carvico (BG).
- 1974-1976 Coordinatore e relatore ufficiale della VI, VII e VIII «Biennale dello Standard nell'Arredamento» e della IX Biennale all'interno della manifestazione promossa dall'«Ente Provinciale per la promozione dell'esportazione del mobile della Brianza» e Camera di Commercio unitamente all'XI Selettiva di Cantù (CO).

## Scritti
- Giorgio Casati, Le Corbusier a Villa Adriana, "AL" n.5, maggio 2011.
- Gillo Dorfles, Giorgio Casati, La bellezza disarmonica nel ricupero delle nostre vestigia architettoniche, "ARKOS", 2006.
- Giorgio Casati, Premessa al catalogo Pietre e parole, promosso da Giotto & Company, della mostra e opere di Roberto Monguzzi e Vito Giuliana presso la Fondazione Roncalli in Vigevano (PV), Vigevano, Dicembre 2004 - Gennaio 2005.
- Giorgio Casati, La svolta di Dorfles, 1952 (recensione del libro di Gillo Dorfles “Discorso tecnico delle arti”), "AL" n.8/9, agosto/settembre 2004.
- Giorgio Casati, I piatti di Gillo, " Artigianato tra Arte e Design " Anno XIV n.52, gennaio-Marzo 2004.
- Giorgio Casati, Heinz Waibl l'arte della Grafica, in Cultura, "La Provincia di Como", giugno 2002.
- Giorgio Casati, Alik Cavaliere nel gorgo dell'arte, "La Provincia di Como", 21 marzo 2002.
- Giorgio Casati, La magia misteriosa dell'Architettura, in Cultura, "La Provincia di Como", 28 gennaio 2002.
- Giorgio Casati, Restauro. La scienza e i tempi del costruire, "ARKOS", 2002, Nardini Editore.
- Giorgio Casati, Dieci Veneri alla ricerca del segreto dell'arte, "La Provincia di Como", novembre 2001.
- Giorgio Casati, Le Corbusier a Villa Adriana, "Costruire" n.218, luglio-agosto 2001.
- Giorgio Casati, Il Maestro e l'Architettura, "La Provincia di Como", giugno 2001.
- Giorgio Casati, L'Architettura secondo Dorfles, "Costruire" n.215, aprile 2001.
- Giorgio Casati, Dorfles - segno e colore, in Società Cultura e spettacoli, "La Provincia di Como", marzo 2001.
- Giorgio Casati. È morto un poeta, "AL" n.12, dicembre 2000.
- Giorgio Casati, La cravatta: stilema e poesia comunicativa, "Colore" n.16, novembre-dicembre 1998.
- Giorgio Casati in: Carlo Guenzi (a cura di), L'arte di edificare. Manuali in Italia 1750 - 1950, BE-MA Edizioni, Milano, 1981.
- Articoli di Giorgio Casati in: Edilizia Popolare, n. 179 del 1984, n. 173 del 1983, n. 161 del 1981, n. 143 del 1978.
- Articoli di Giorgio Casati in: Repertorio progetti tipo Regione Lombardia, BE-MA Edizioni, Milano, 1978.
- Giorgio Casati, Catalogo 11ª Mostra Selettiva del mobile di Cantù e 9ª Biennale dello standard nell'arredamento di Mariano Comense, 1975.
- Giorgio Casati, Le associazioni dei designers, "Design e Habitat" n.1, gennaio/febbraio 1973 e n.2, settembre/ottobre 1973.
- Giorgio Casati, La produzione e l'ottava Biennale dello standard nell'arredamento, Epilogo del "Concorso Internazionale di Design" dell'8ª Biennale dello Standard dell'arredamento di Mariano Comense, 1972-1973.
- Giorgio Casati, Proposte di attrezzature per Spazi abitativi attuali e futuri, definenti un nuovo habitat, 7ª Biennale dello Standard nell'arredamento di Mariano Comense, 1970.
- Giorgio Casati, Sedia per collettività con struttura in legno, "L'industria del mobile" n.63, 1966.